# Villers (Bécancour)
Pour les articles homonymes, voir Villers.
Villers est une ancienne municipalité de village du Québec, située dans le comté de Nicolet dans la province de Québec au Canada. Elle a existé de 1901 à 1965, et son territoire est aujourd'hui inclus dans le secteur Sainte-Gertrude de la ville de Bécancour.

## Histoire
La municipalité de Villers, nommée en mémoire du curé Paul de Villers, s'est détachée en 1901 de la municipalité de paroisse de Sainte-Gertrude. Elle constituait le noyau villageois de cette paroisse.
Le 17 octobre 1965, le village a été fusionné avec d'autres municipalités pour former la ville de Bécancour qui résultait ainsi de la fusion des villages de Bécancour, de Gentilly, de Larochelle, de Laval et de Villers ainsi que des paroisses de Bécancour, de Sainte-Angèle-de-Laval, de Saint-Édouard-de-Gentilly, de Sainte-Gertrude, de Saint-Grégoire-le-Grand et de Très-Précieux-Sang-de-Notre-Seigneur.

## Référence
1. ↑  Apreçu historique de Sainte-Gertrude, sur Patrimoine Bécancour.
2. ↑  Gouvernement du Québec, « Modification aux municipalités du Québec », Historique des modifications aux municipalités du Québec : Période 1961-1990,‎ 1er septembre 2006, p. 139 (ISSN 1715-6408, lire en ligne)